# Мартин Лютер и евреи
Отношение Мартина Лютера к евреям и иудаизму часто рассматривается в исторических исследованиях, как в рамках Церкви, так и за её пределами. Реформатор католицизма Мартин Лютер (1483—1546) перенял антииудаизм Средневековья и попытался подкрепить его своей христологической библейской экзегезой. В 1523 году он был первым авторитетным христианским богословом, потребовавшим ненасильственной еврейской миссии и социальной интеграции евреев. Под впечатлением безуспешности миссии и угрозы Реформации он все больше отходил от этих взглядов, начиная с 1525 года. В 1543 году он призвал протестантских князей поработить или изгнать евреев и для этого обновил антиеврейские стереотипы, которые он отверг 20 лет назад.
Сочинения Лютера 1523 года обычно считались авторитетными в немецком протестантизме. Его более поздние «еврейские сочинения» несколько раз использовались для местных акций против евреев. Начиная с 1879 года, антисемиты использовали их для исключения евреев. Национал-социалисты и немецкие христиане тем самым узаконили государственное преследование евреев, особенно ноябрьские погромы 1938 года. Большая часть тогдашней Немецкой евангелической церкви согласилась с этим преследованием или хранила молчание о нём.
После Холокоста причины и последствия еврейских текстов Лютера интенсивно изучались с научной точки зрения. Согласно нынешнему исследовательскому консенсусу, они определялись ещё не расизмом, а его антииудаистской теологией. Однако это в значительной степени способствовало тому, что многие протестанты приняли антисемитизм и согласились или не стали сопротивляться национал-социалистическому преследованию евреев. С 1960-х годов многие протестантские церкви публично дистанцировались от антиеврейских заявлений Лютера. Обсуждается вопрос о том, нуждается ли и в какой степени его богословие в пересмотре.

## Контекст

### Антииудаизм
Во времена Лютера антииудаистские модели мышления уже давно были широко распространены: Бог постоянно наказывал евреев потерей Иерусалимского храма в ходе Первой Иудейской войны (70), рассеянием евреев по территории Римской империи после запрета населять Иерусалим (135) и гонениями из-за причастности к богоубийству — распятию Иисуса Христа. Они безбожны, враждебны христианам, ожесточены, прокляты, произошли от дьявола, тождественны Антихристу, регулярно совершают ритуальные убийства, приносят жертвы, отравляют колодцы и тайно стремятся к мировому господству. Начиная примерно с 1200 г., церковные чиновники часто конфисковывали и сжигали Талмуд. Примерно с 1230 года скульптуры еврейских свиноматок на церковных зданиях изображали евреев в близости со свиньями. Христианские гильдии и гильдии подталкивали евреев к презираемым христианами профессиям, после чего им приписывали ростовщичество, страх перед работой и эксплуатацию христиан. С момента изобретения печатного станка (около 1440 г.) широкое распространение получили старые и новые диатрибы Adversus Judaeos. После еврейских погромов во время крестовых походов (12-13 вв.) и пандемии чумы (1349 г.) выжившие евреи были изгнаны из многих регионов Западной и Центральной Европы и почти 90 немецких городов. Имперские города, принимавшие изгнанных евреев, продолжали оставлять определённые профессии исключительно для христиан, часто изолировали евреев в гетто и требовали от них ношение еврейской одежды. Императоры и князья получали от них особую подать в обмен на получение статуса защищённого еврея. Поскольку иудаизм в целом считался ересью, евреям постоянно угрожали изгнанием.

### Евреи на родине Лютера
Около 1500 г. в Священной Римской империи к северу от Альп проживало менее 40 тыс. евреев (0,2 % от общей численности населения). Они признавали своих христианских правителей в соответствии с принципами Талмуда, но продолжали ожидать Мессию и судили христианство в соответствии с Торой как поклонение изображениям и идолопоклонство. В то время в Саксонском курфюршестве проживало гораздо меньше евреев, чем где-либо ещё. С 1536 г. им было запрещено здесь жить, работать и путешествовать, что было возобновлено в 1543 г. по настоянию Лютера. В Тюрингии около 1540 г. было всего около 25 небольших еврейских поселений без синагог и отдельных семей в периферийных деревнях.
В местах жительства Лютера в те времена евреи были лишь в Айслебене (до 1547 г.). Именно там и произошли его немногочисленные личные контакты с евреями, включая встречу с двумя или тремя раввинами в 1525 г., после которой он усилил свое негативное отношение к ним. Он и его жена Катарина фон Бора подозревали еврейских врачей в желании его убить. Его образ евреев определялся скорее не личным опытом, а антиеврейскими предрассудками, интерпретацией Библии, внутрихристианскими конфликтами и религиозно-политическими целями.

### Мартин Лютер и иудаизм
Будучи монахом-августинцем, Лютер интенсивно изучал масоретский текст Танаха на основе изданий христианских гуманистов. Они изучали иврит у еврейских ученых и с вышедшего в 1311 г. разрешения папы римского Иоанна XXII, продвигавшего изучение иврита в европейских университетах. Поскольку схоластика, тем не менее, нападала на них как на «друзей евреев» и тайных еретиков, они пытались оправдать гебраистические исследования антиеврейскими трактатами как ослабление еврейской библейской экзегезы для более успешной миссии среди евреев.
В 1506 г. Лютер получил новую грамматику иврита от Иоганна Ройхлина. В 1516 году он начал переводить псалтырь, используя текстовое издание Конрада Пелликана на иврите и грамматику Вольфганга Капитона. В 1518 и 1520 годах по его настоянию Виттенбергский университет приобрел полную еврейскую Библию, вероятно, издание Сончино (Брешия, 1494 г.). Вероятно, он также изучал новые на тот момент учебники по грамматике иврита Иоганна Бёшенштейна (Виттенберг, 1518 г.) и Маттеуса Аурогалла (Виттенберг, 1523 г.). В 1534 году была опубликована Библия Лютера с полным переводом Ветхого Завета (ВЗ). После этого Лютер не стал распространяться о своих ограниченных знаниях иврита, а вместо этого прибегнул к аргументам христианских гебраистов и новообращенных евреев, таких как Николай Лирский и Паулюс де Санта-Мария, несмотря на возражения раввинов. Он подчеркивал, что грамматические правила формально необходимы, но не должны затемнять общепонятное самоинтерпретацию всей Библии и сами по себе не могут проникнуть к действительному смыслу текста («чем движет Христос»). Вот почему он критиковал латинский перевод Библии Себастьяна Мюнстера (1534/35), основанный на раввинской экзегезе, как «иудаизирующий» и опасный для христианской веры. При этом он принял стереотип, который его оппоненты-католики направили против гуманистов и против него самого.
Лютер не доверял новообращенным евреям, которые, как Бешенштейн, также интерпретировали еврейские писания или, как Маттеус Адриани, ставили под сомнение его перевод Библии. Он устроил Якоба Гифера (Бернхардус Гебреус) на работу частным преподавателем иврита в Виттенберге, но не на должность пастора. Вернер Эйххорн, который обвинил его в нескольких судебных процессах по ереси, усилил его недоверие.

### Позиция Лютера в Реформации
Лютер считал Библию единственным стандартом христианских знаний и действий («sola scriptura»). Для него её центром было безусловное обещание (евангелие) благодати Божией («sola gratia»), которое произошло исключительно в заместительном принятии вины распятого за человечество Сына Божия («solus Christus») и исключительно через безусловное доверие к нему становится действенным («sola fide»). Открывая себя в страданиях и смерти Иисуса Христа (теология креста), Бог судит всех, оправдывающих себя перед Богом своими делами («делами»), как «врагов креста Христова».. Поскольку только Бог желает простить человеческий грех, «справедливость дела» ведет к проклятию, несмотря на Божью благодать и вопреки ей.
Лютер часто объединял папство, иудаизм и ислам в ранних экзегетических трудах как главных представителей этой трудовой справедливости. По его мнению, эти группы, а также «энтузиасты» злоупотребляли Божьим законом для самооправдания, тем самым отражая опасность для всех верующих и ставя под угрозу их сообщество спасения последнего времени. Его критика самооправдания была направлена в первую очередь на самих христиан, а не на иноверцев. С самого начала Лютер теологически классифицировал иудаизм как «религию закона» (нем. Gesetzesreligion), ставящую под угрозу истинную веру. С другой стороны, его более поздние советы по политическим отношениям с евреями прямо противоречили его предыдущим советам. Возникло ли это изменение из его доктрины оправдания или противоречило ей, является ключевой проблемой интерпретации.

### Влияние Реформации
Тексты Лютера о евреях отражают ход Реформации и были частью внутрихристианских конфликтов. С 1520 г. Лютер ожидал, что государи помогут установить и защитить администрацию Реформационной церкви, не принимая решения по вопросам веры (Доктрина двух царств). Сочинения Лютера 1523 г. отражают пробуждение, когда протестантские учения утвердились во многих местах. Он хотел дать возможность ранее угнетенным евреям гуманно жить в протестантских районах и, таким образом, казалось, предоставлял им свободу исповедовать свою религию. Однако он ограничил это предложение во времени, поставил его в зависимость от успеха Реформации и еврейской миссии и, в отличие от Рейхлина, не основывал желаемую интеграцию евреев на их римском гражданстве.
Из-за внутреннего протестантского конфликта с «энтузиастами» Лютер отошел от принципа борьбы с «еретиками» только словом Божьим. Особенно после крестьянской войны 1525 г. он ожидал, что протестантские князья будут бороться с «ересями» с помощью государственного насилия, чтобы равномерно насаждать лютеранскую веру в своих владениях. В 1530 г. лютеранский эксперт в Нюрнберге на основании доктрины о двух царствах пришел к выводу, что князья должны защищать у себя религиозную практику евреев, анабаптистов и лютеран, и им разрешено вмешиваться только в случае нападения на людей других вероисповеданий. В том же году Лютер потребовал от «властей» наказывать публично высказываемые ереси так же, как богохульство и бунт. Евреи не должны «страдать и терпеть», как христиане других вероисповеданий, поскольку евреи лишены возможностей для карьерного роста и христианских профессий и не имеют права публично хулить Христа.
Лютер основывал претензии Реформации на истину исключительно на своей интерпретации Библии и старался больше, чем любой богослов до этого, найти библейские доказательства мессианства Иисуса. Он также считал себя ключевым советником князей по их религиозной политике. Чем больше лютеранская вера утверждалась в протестантских районах, а лютеранская миссия среди евреев оставалась безуспешной, тем больше Лютер верил в злое ожесточение евреев. Современные антииудаистские брошюры и христианские гебраисты, ставившие под сомнение его библейскую интерпретацию из-за еврейского влияния, усилили его ненависть к евреям. Начиная с 1538 г., он все больше склонялся к окончательному изгнанию евреев из протестантских территорий. Эту позицию усилили его сочинения 1543 г., восприняв и усилив все антиеврейские стереотипы того времени. Постоянной богословской причиной этого было его христологическое прочтение Ветхого Завета, не допускавшее никакой другой интерпретации. В целом Реформация не дала евреям облегчения от гонений эпохи Высокого Средневековья.